# Лихушин, Валентин Яковлевич
Валентин Яковлевич Лихушин (28 мая 1918, Таганрог — 4 декабря 1992, Москва) — учёный и организатор в области ракетно-космической техники, специалист в области рабочего процесса в ракетных двигателях различных типов. Участник Великой Отечественной войны. Лауреат Ленинской премии.

## Биография
Окончил Ростовский государственный университет (1941). В Великую Отечественную войну служил командиром взвода противовоздушной обороны.
В феврале 1946 поступил на работу в НИИ-1 Министерства авиационной промышленности. С этой научной организацией Валентин Яковлевич связал всю свою трудовую жизнь, пройдя путь от инженера до начальника института.
На руководящем посту он прослужил с 1955 по 1988 год.

В 1955 году по рекомендации научного руководителя НИИ-1 академика М. В. Келдыша В. Я. Лихушин был назначен начальником института. Выполненный под его руководством в НИИТП (так институт стал называться с 1965 года после вхождения в состав Министерства общего машиностроения СССР) комплекс работ по динамике запуска ЖРД и продольной устойчивости ракет для боевых ракетных комплексов позволил решить такие сложные задачи, как запуск ЖРД под водой, запуск в условиях миномётного старта, а также обеспечить устойчивость системы двигатель — ракета. За большой вклад в создание высокосовершенных боевых ракетных комплексов наземного (РС-16, −18, −20) и морского (РСМ-25, −40, −50) базирования НИИТП указом Президиума Верховного Совета ССР от 17 февраля 1975 года был награждён орденом Трудового Красного Знамени. — 
За работу, посвящённую исследованию взаимодействия скачков уплотнения с пограничными слоями, В. Я. Лихушин получил премию имени Н. Е. Жуковского (1960). В 1954 Валентин Яковлевич был назначен одним из ответственных за создание крылатой ракеты стратегического назначения «Буря» с межконтинентальной дальностью действия. Разработанная им совместно с соавторами методика расчёта теплообмена оказалась лучшей в стране и с тех пор широко применяется в авиа- и ракетостроении. В области тепломассообмена В. Я. Лихушин был признан как выдающийся специалист.
В 1976 году В. Я. Лихушин был удостоен Ленинской премии за вклад в создание и отработку систем теплозащиты спускаемых на Венеру космических аппаратов, надёжно функционировавших при температуре до 500°С и давлении до 10 МПа.
В 1989 присуждена Государственная премия за участие в создании одного из образцов ракет с обеспечением надёжного функционирования системы астронавигации и внедрением улучшенных ЖРД.
C 1953 года кандидат технических наук. По совместительству преподавал в МФТИ (1953—1988), с 1959 года — профессор, с 1964 года — заведующий кафедрой «Тепловые процессы» МФТИ.
Доктор технических наук с 1959 года.
Скончался в 1992 году в Москве. Похоронен на Головинском кладбище.

## Награды
- Орден Ленина (1961)[6]
- Орден Трудового Красного знамени (1957, 1975)
- Орден Отечественной войны II степени (1985)[7]
- Ленинская премия (1976)
- Лауреат премии имени профессора Н. Е. Жуковского (1959)
- Государственная премия СССР (1989)
- Заслуженный деятель науки и техники РСФСР (1983)

### Под его редакцией
- Шлихтинг, Герман. Теория пограничного слоя / Пер. с нем. Г. А. Вольперта ; Под ред. В. С. Авдуевского и В. Я. Лихушина. — Москва : Изд-во иностр. лит., 1956. — 528 с. : ил.; 27 см.
- В. Хауф. Оптические методы в теплопередаче / Пер. с англ. А. Н. Вишнякова и канд. техн. наук И. В. Орфанова; Под ред. проф. В. Я. Лихушина. — Москва : Мир, 1973. — 240 с. : ил.; 22 см.

## Память

Памятная мемориальная доска на здании, где работал Лихушин Валентин Яковлевич (1918—1992).

На здании ГНЦ ФГУП «Центр Келдыша», где он работал в 1946—1988 годах, установлена мемориальная доска.